# Yang Haoran
Dans ce nom chinois, le nom de famille, Yang, précède le nom personnel.
Pour les articles homonymes, voir Yang.
Yang Haoran (en chinois : 杨浩然), né le 22 février 1996 à Chengde, est un tireur sportif chinois, sacré champion olympique de la carabine à 10 mètres air comprimé en équipe mixte lors des Jeux olympiques d'été de 2020 avec sa compatriote Yang Qian.

## Carrière
Yang a participé à sa première compétition internationale à l'âge de 17 ans lors de la finale de la Coupe du monde ISSF 2013 à Munich, en Allemagne, où il remporte la médaille d'or à la carabine à air comprimé 10 m, terminant premier avec 205,9 points.
Aux Jeux olympiques de la jeunesse de 2014 à Nankin, il obtient la médaille d'or en tir à la carabine à air comprimé à 10 mètres.
Le 25 juillet 2021, il établit un nouveau record olympique dans les séries de qualification avec un score de 632.7 mais il monte finalement sur la troisième marche du podium du tir à la carabine à 10 mètres air comprimé derrière l'Américain William Shaner et son compatriote Sheng Lihao.
Le 27 juillet 2021, il double la mise avec cette fois-ci l'or sur la nouvelle discipline mixte sur le score de 17 à 13 face à la paire américaine Mary Tucker et Lucas Kozeniesky.

## Palmarès

### Jeux olympiques
- Jeux olympiques d'été de 2020 à Tokyo
  -  Médaillé d'or en tir à la carabine à air comprimé à 10 mètres mixte avec Yang Qian
  -  Médaillé de bronze en tir à la carabine à air comprimé à 10 mètres

### Championnats du monde
- Championnats du monde 2018 à Changwon
  -  Médaillé d'or en en tir à la carabine à air comprimé à 10 mètres
  -  Médaillé d'or en en tir à la carabine à air comprimé à 10 mètres mixte
  -  Médaillé d'argent en en tir à la carabine à 50 mètres à 3 positions
- Championnats du monde 2014 à Grenade
  -  Médaillé d'or en en tir à la carabine à air comprimé à 10 mètres
  -  Médaillé d'or en en tir à la carabine à air comprimé à 10 mètres par équipes

### Jeux asiatiques
- Jeux asiatiques de 2018 à Palembang
  -  Médaillé d'or en en tir à la carabine à air comprimé à 10 mètres
  -  Médaillé d'argent en en tir à la carabine à air comprimé à 10 mètres par équipes
- Jeux asiatiques de 2014 à Incheon
  -  Médaillé d'or en en tir à la carabine à air comprimé à 10 mètres
  -  Médaillé d'or en en tir à la carabine à air comprimé à 10 mètres par équipes

### Championnats d'Asie
- Championnats d'Asie 2018 à Koweït
  -  Médaillé d'or en en tir à la carabine à air comprimé à 10 mètres
  -  Médaillé d'or en en tir à la carabine à air comprimé à 10 mètres mixte

### Jeux olympiques de la jeunesse
- Jeux olympiques de la jeunesse de 2014 à Nankin
  -  Médaillé d'or en tir à la carabine à air comprimé à 10 mètres

### Universiade
- Universiade d'été de 2015 à Gwangju
  -  Médaillé d'or en tir à la carabine à 50 mètres trois positions
  -  Médaillé d'or en tir à la carabine à air comprimé à 10 mètres par équipes
  -  Médaillé d'or en tir à la carabine à 50 mètres trois positions par équipes
  -  Médaillé d'argent en tir à la carabine à air comprimé à 10 mètres
  -  Médaillé de bronze en tir à la carabine à 50 mètres couché